# Шайер, Чарльз
Чарльз Ричард Шайер (англ. Charles Richard Shyer; 11 октября 1941, Лос-Анджелес, Калифорния, США — 27 декабря 2024, Лос-Анджелес, Калифорния) — американский кинорежиссёр, сценарист и продюсер. Известен по фильмам «Рядовой Бенджамин», «Отец невесты», «Ловушка для родителей», «История с ожерельем», «Красавчик Алфи, или Чего хотят мужчины» и др.

## Биография
Родился в 1941 году в семье Мелвилла Шайера (1895—1968), американского кинорежиссёра и сценариста, одного из основателей Гильдии режиссёров Америки, и его супруги Лоис (урождённой Джонс). Окончил Калифорнийский университет в Лос-Анджелесе.
Свою карьеру Шайер начинал в качестве помощника Гарри Маршалла и Джерри Белсона на съёмочной площадке телесериала «Странная парочка». К концу 70-х Чарльз добился места главного сценариста и помощника продюсера популярных сериалов. В 1977 году он выступил сосценаристом комедийного боевика «Полицейский и бандит» c Бёртом Рейнольдсом в главной роли. Уже в следующем году он сотрудничал с Джеком Николсоном, совместно с Аланом Мэнделом написав сценарий к его фильму «Направляясь на юг» и получил номинацию на премию Гильдия сценаристов США за сценарий к «Семейному доктору» Ховарда Зиффа.
В 1980 году Чарльз Шайер был номинирован на «Оскар» за работу над сценарием комедии «Рядовой Бенджамин». Спустя четыре года он дебютировал как режиссёр полнометражного кино, сняв фильм «Непримиримые противоречия» с Райаном О’Нилом, Шелли Лонг и Дрю Бэрримор.
Шайер умер 27 декабря 2024 года в медицинском центре Седарс-Синай в Лос-Анджелесе. Ему было 83 года.

## Личная жизнь
Чарльз Шайер был женат четырежды. С 1980 по 1999 годы состоял в браке с Нэнси Мейерс. У пары родилось две дочери — Энни и Холли. Также они работали вместе над несколькими кинофильмами.

## Избранная фильмография

### Режиссёр
- Странная парочка (1975) — эпизод «Два человека на лошади»
- Непримиримые противоречия (1984)
- Бэби-бум (1987)
- Отец невесты (1991)
- Я люблю неприятности (1994)
- Отец невесты 2 (1995)
- История с ожерельем (2001)
- Красавчик Алфи, или Чего хотят мужчины (2004)[11]
- Он и мы (2006) — телефильм
- Элоиза в Париже

### Сценарист
- Босиком по парку (1970) — эпизоды «Ничего, кроме правды» и «У тебя должна быть душа»
- Странная парочка (1971) — эпизоды «В ловушке» и «Банни не хватает озера»
- Полицейский и бандит (1977)
- Семейный доктор (1978)
- Направляясь на юг (1978)
- Рядовой Бенджамин (1980)
- Непримиримые противоречия (1984)
- Протокол (1984)
- Джек-попрыгун (1986)
- Бэби-бум (1987)
- Отец невесты (1991)
- Однажды преступив закон (1992)
- Я люблю неприятности (1994)
- Отец невесты 2 (1995)
- Ловушка для родителей (1998)
- Красавчик Алфи, или Чего хотят мужчины (2004)
- Элоиза в Париже